# Aeródromo San Alfonso
El Aeródromo San Alfonso (OACI: SCAF) es un terminal aéreo ubicado a 10 kilómetros al oeste de Alhué, en la Provincia de Melipilla, Región Metropolitana de Santiago, Chile. Es de Propiedad Privada.